# Sonoran Desert National Monument
Le Sonoran Desert National Monument est un monument national américain désigné comme tel par le président des États-Unis Bill Clinton le 17 janvier 2001. Il protège 200 886 hectares du désert du Sonora, dans les comtés de Maricopa et Pinal, en Arizona.

## Description
Le Monument national du désert de Sonora protège seulement une petite partie du désert de Sonora, qui s'étend sur 311 000 km 2 en Californie et au Mexique.

Dans sa proclamation, le président Clinton a écrit une description de la zone protégée :
« Le Monument national du désert de Sonora est un magnifique exemple de paysage désertique non restreint de Sonora. La région englobe un écosystème désertique fonctionnel doté d'un extraordinaire éventail de ressources biologiques, scientifiques et historiques. Les ressources biologiques du monument comprennent une diversité spectaculaire d'espèces végétales et animales. Le monument contient également de nombreux sites archéologiques et historiques importants, notamment des sites d'art rupestre, des carrières lithiques et des artefacts épars. Le plus biologiquement diversifié des déserts d'Amérique du Nord ... »
Le monument abrite plusieurs espèces en voie de disparition inscrites au niveau fédéral.

## Galerie

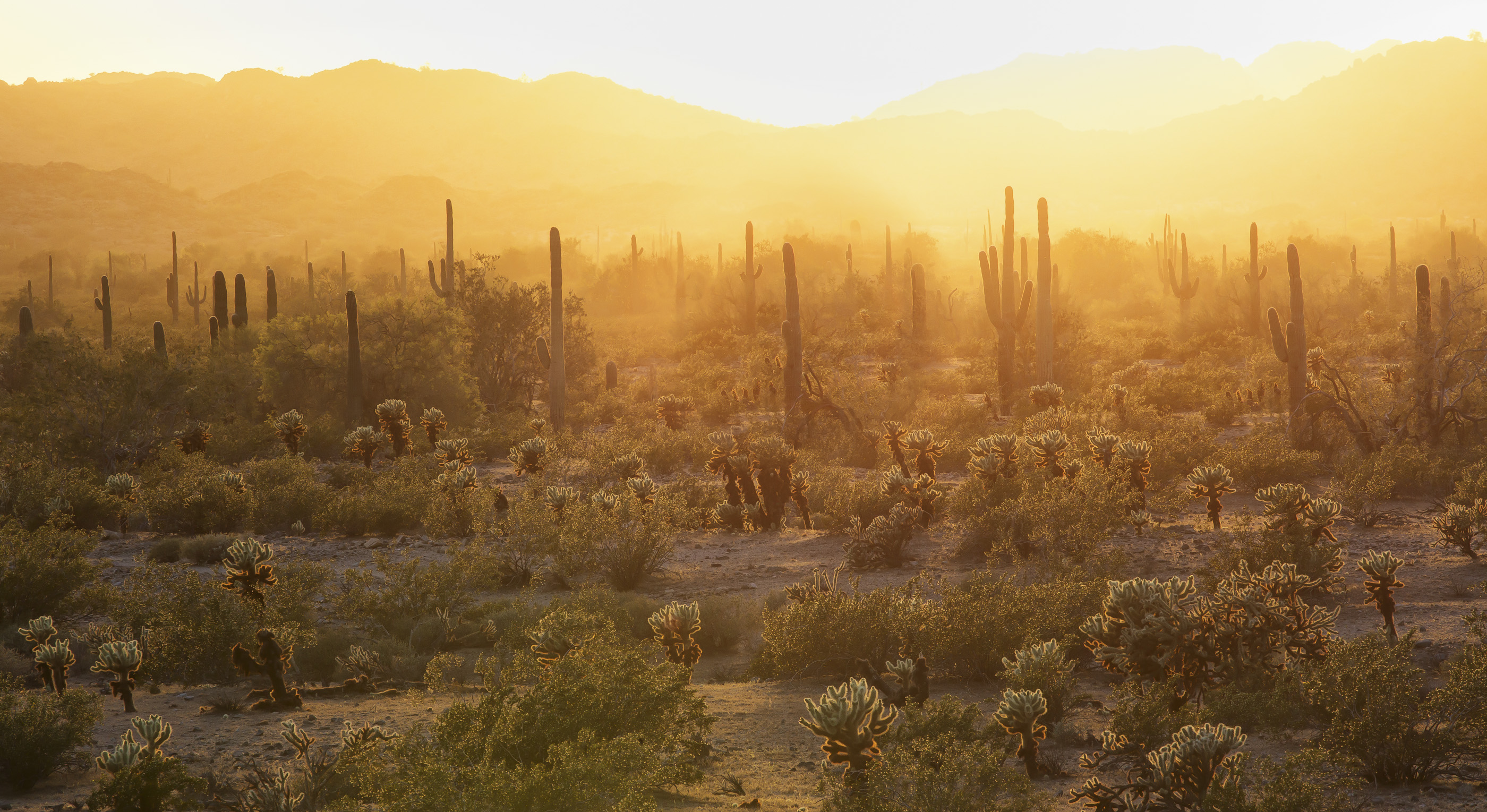
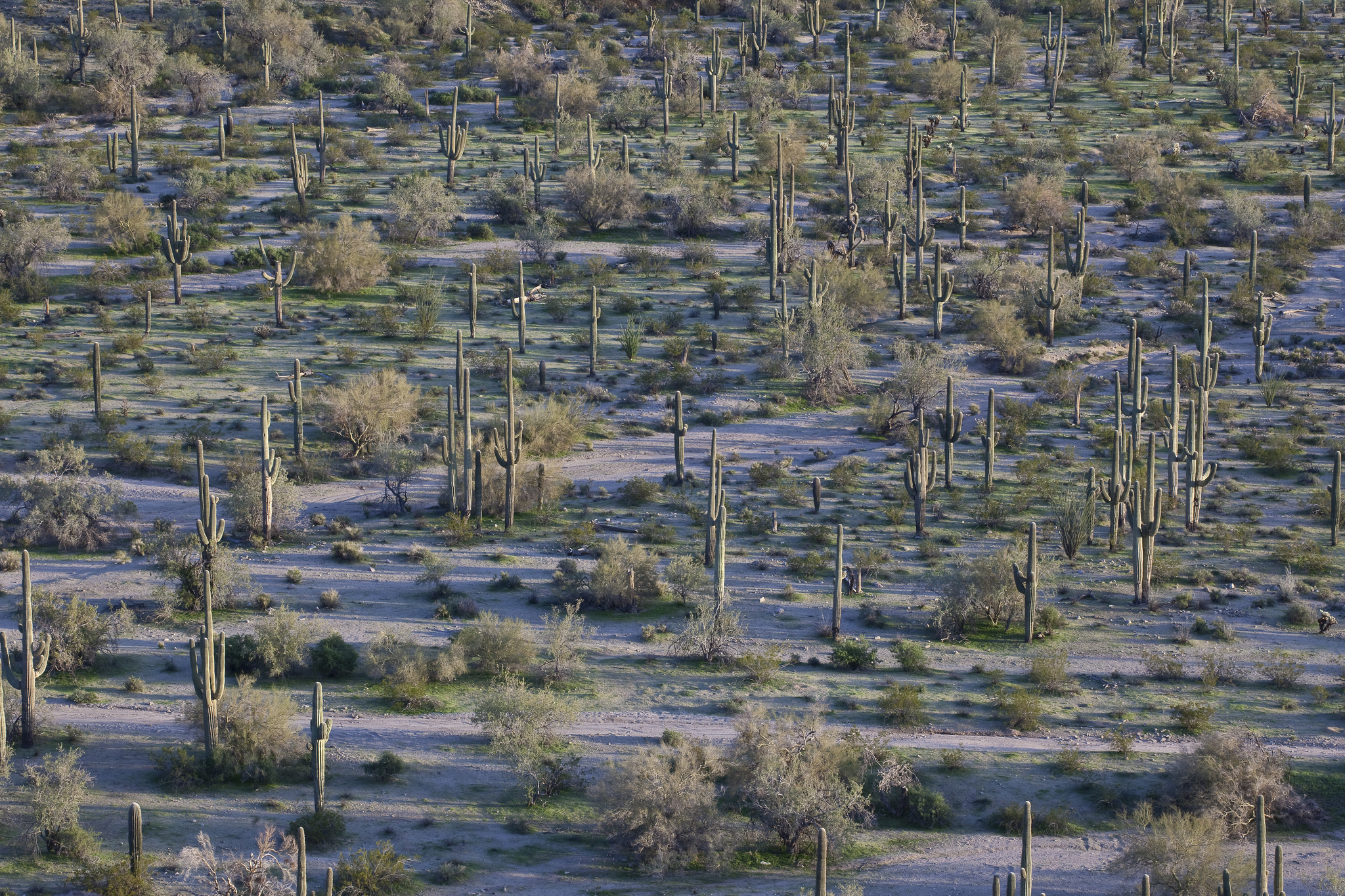
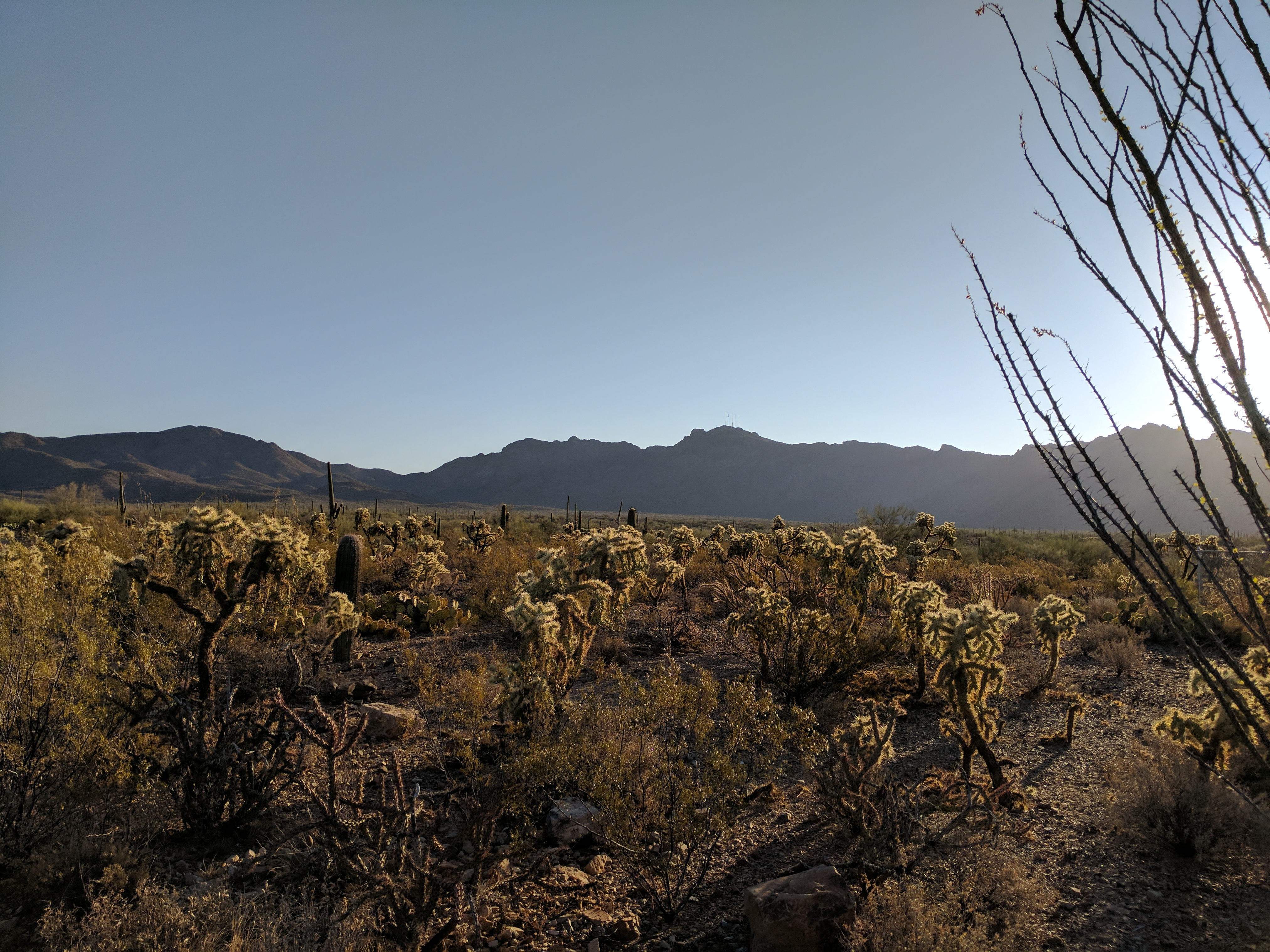
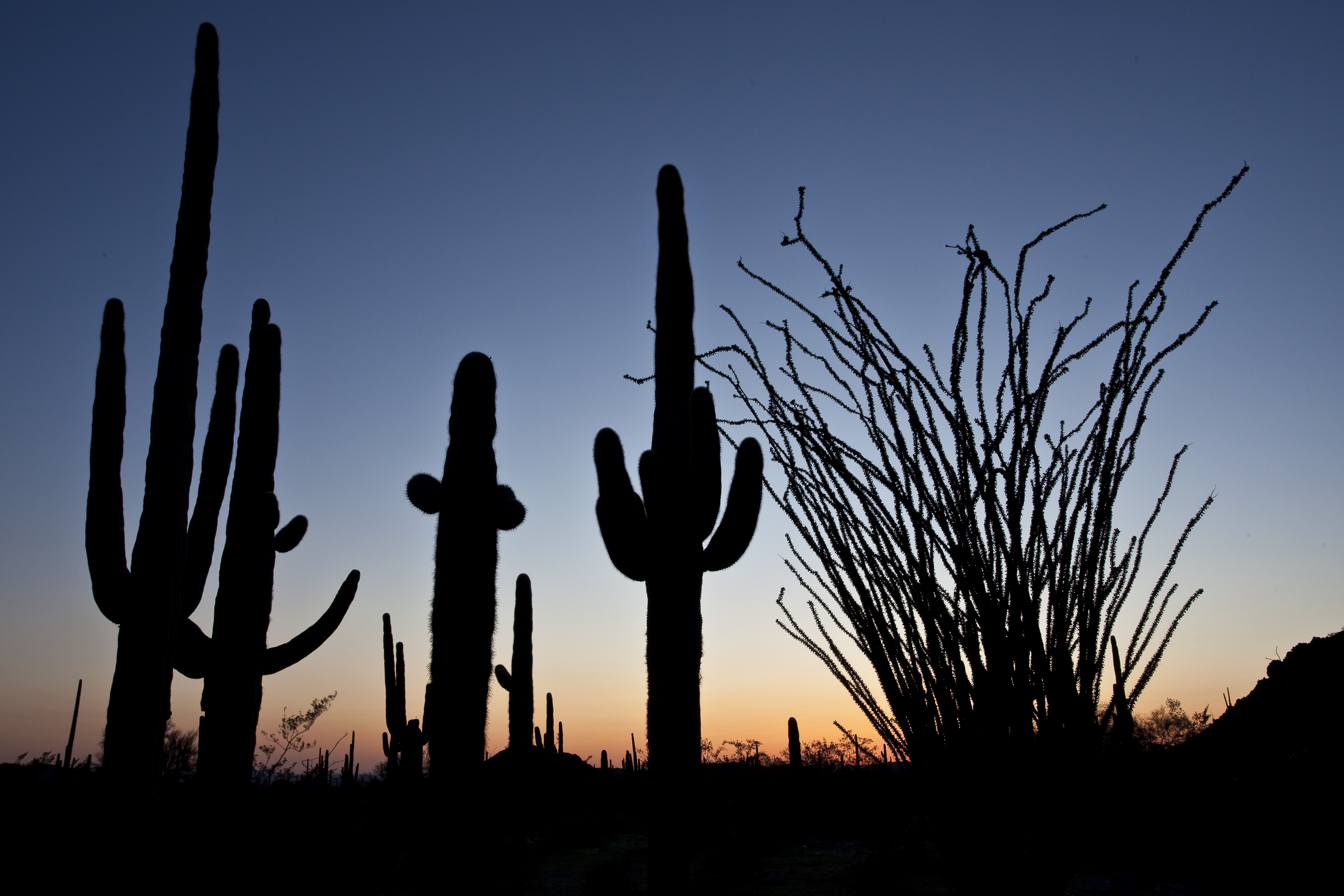
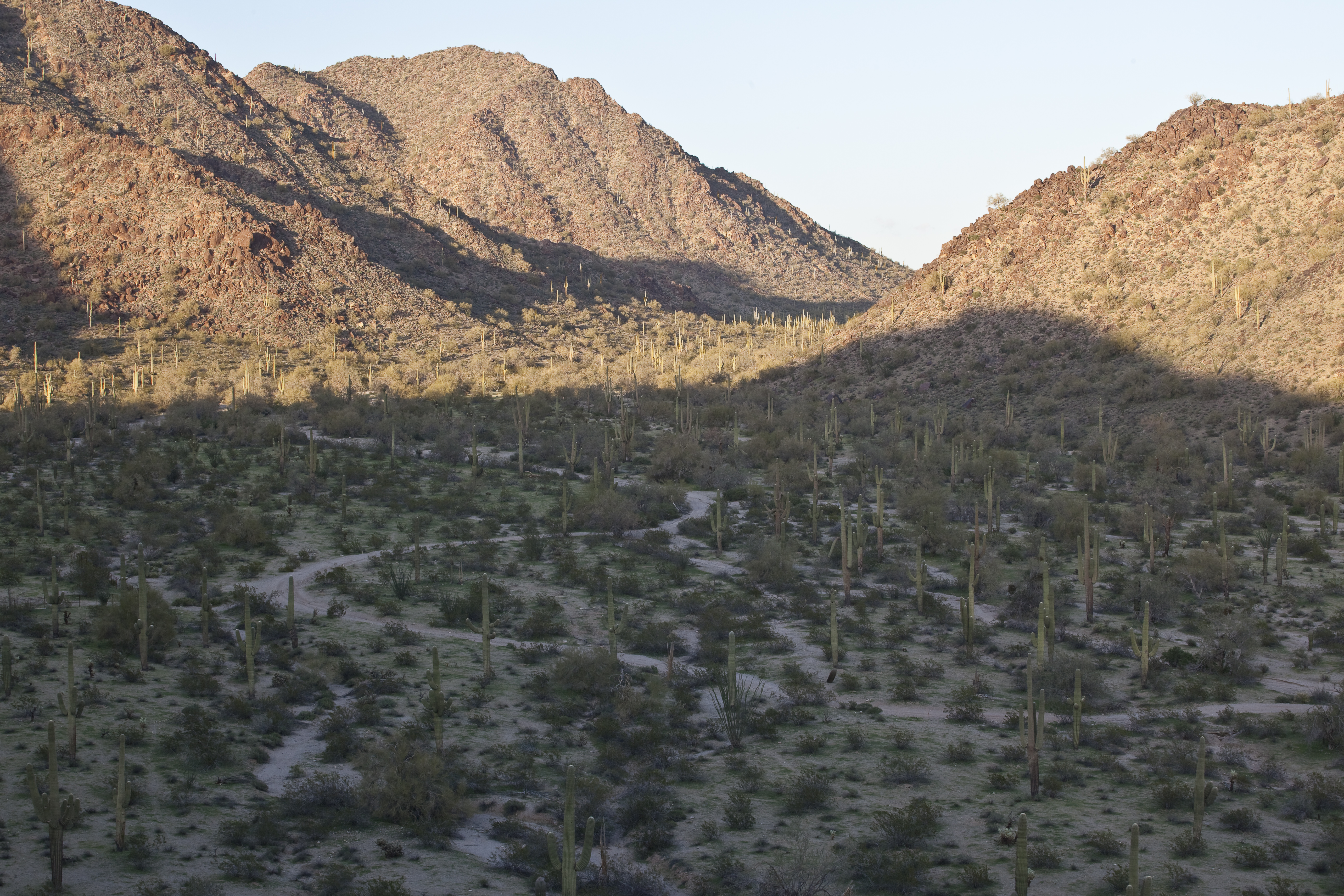
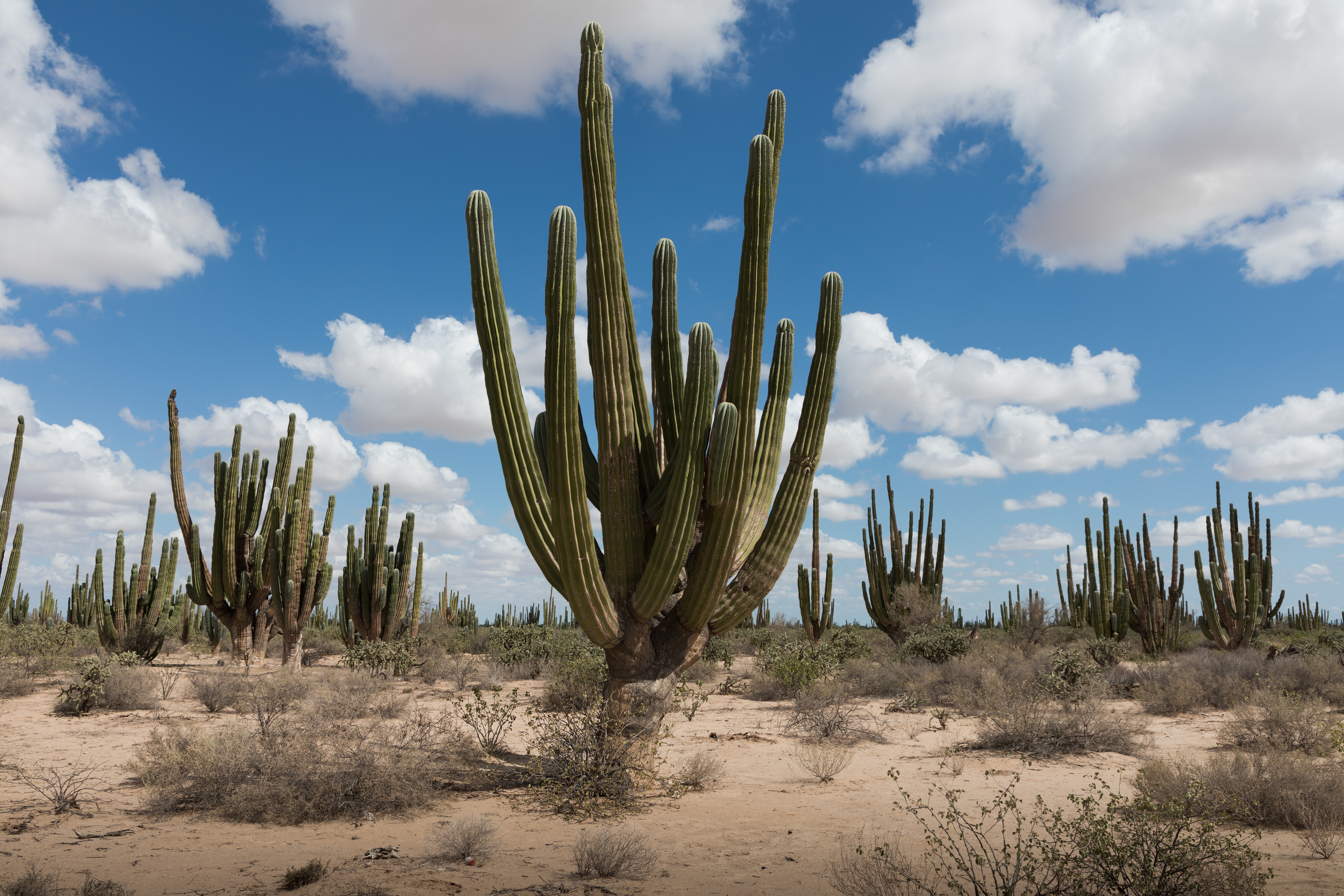
Une forêt de pachycereus pringlei dans le Sonoran Desert. Septembre 2018.